# Bataille de Potidée
Guerre du Péloponnèse
Batailles
- Sybota
- Potidée
- Chalcis
- Patras
- Naupacte
- Mytilène
- Tanagra
- Étolie
- Olpae
- Idomene
- Pylos
- Sphactérie
- Délion
- Amphipolis
- Mantinée
- Mélos
- Expédition de Sicile
- Symi
- Érétrie
- Cynosséma
- Abydos
- Cyzique
- Notion
- Arginuses
- Aigos Potamos

La bataille de Potidée ou siège de Potidée opposa Athènes à Corinthe et Potidée (colonie corinthienne) en 432 av. J.-C. vers Potidée, dans l'actuelle Grèce. Elle fut l'un des événements débouchant sur la guerre du Péloponnèse.

## Contexte
À l’automne 433 av. J.-C., Athènes adresse un ultimatum à Potidée, ancienne colonie corinthienne faisant partie de la ligue de Délos. Elle doit raser ses murs, livrer des otages et expulser les magistrats corinthiens. Potidée envoie une ambassade à Athènes pour empêcher, sans succès, son intervention. Elle envoie également une ambassade secrète à Sparte, accompagnée de Corinthiens, qui auraient obtenu la promesse d’une invasion de l’Attique si les Athéniens attaquaient Potidée.

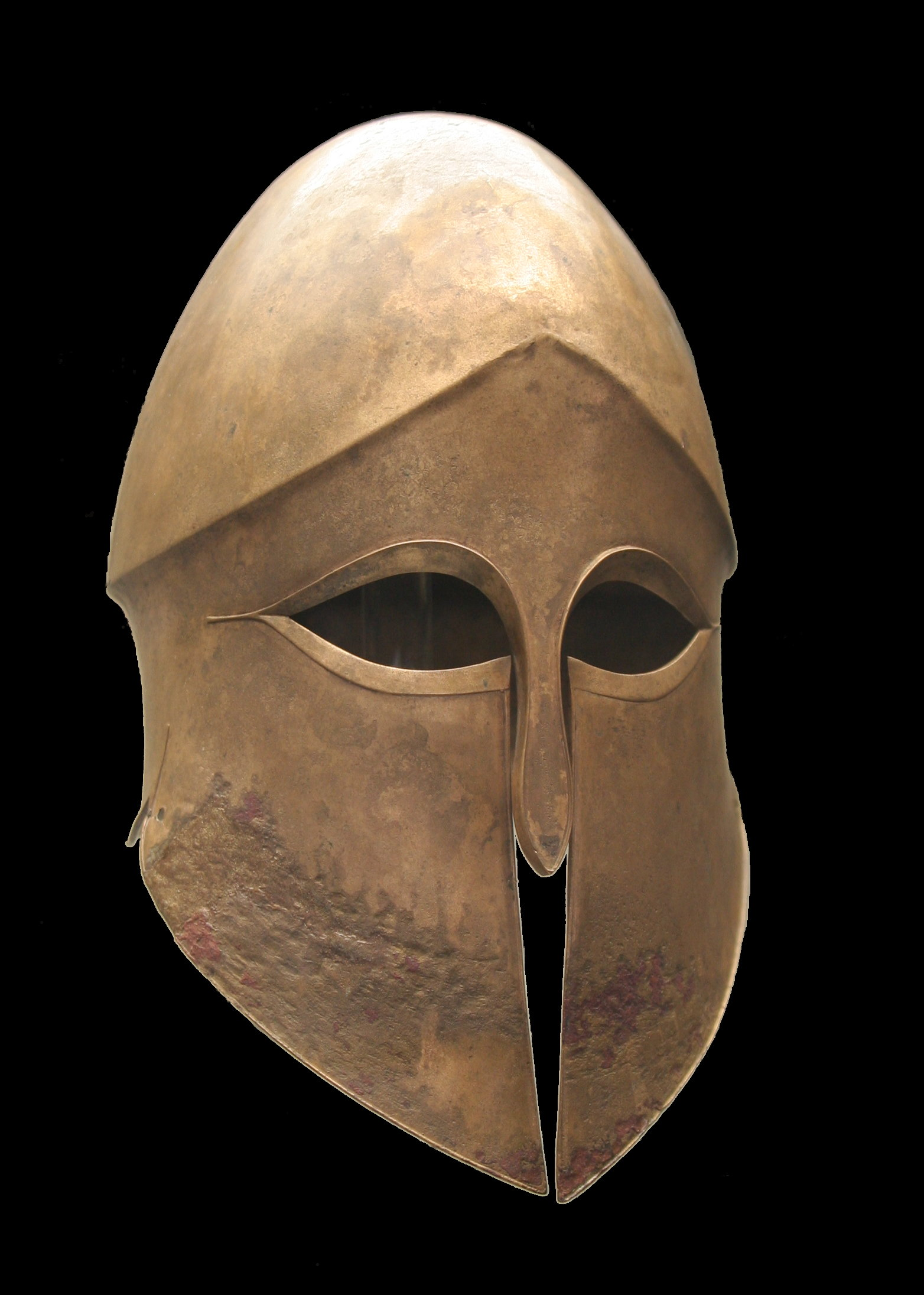
Casque corinthien

En -432, Corinthe envoie une troupe de volontaires, Aristéas à sa tête, en appui à la ville de Potidée, ancienne colonie corinthienne, colonie d'Athènes. Le contingent corinthien, renforcé par des mercenaires en provenance de l'ensemble du Péloponnèse, comptait 1600 hoplites et quatre cents soldats d’infanterie légère.
Arrivées vers le 15 juillet -432 en Thrace, soit environ 40 jours après le soulèvement de Potidée, les troupes corinthiennes établirent leur campement sur l’isthme près d’Olynthe pour attendre les Athéniens. 
Aristéas est désigné général de toute l'infanterie par les villes rebelles, et le roi Perdiccas II de Macédoine prend la tête de deux cents cavaliers. En août, les Athéniens envoient près de deux mille hoplites et quarante navires, sous le commandement du général Callias et six cents cavaliers macédoniens sous le commandement de Philippos et Pausanias, reprendre la ville rebelle.

## La bataille
L'aile d'Aristéas et les troupes à ses côtés, transpercèrent les lignes ennemies qui leur faisaient face et mirent en fuite une partie des Athéniens. Mais le reste des troupes (Potidéates et des Péloponnésiens) venues défendre Potidée fut vaincu par les Athéniens et dut se réfugier à l'intérieur de la cité.
La cité se retrouvant totalement assiégée, Aristéas ne vit pas d'autre solution que la fuite, réussissant à s'échapper en Chalcidique par mer avec une partie de ses troupes. Il commanda quelques contre-attaques près de Sermylè, en Chalcidique et en Bottique avec 1 600 hommes reçus en renfort du Péloponnèse, réussit également à conquérir quelques villes. À l'été -430, il fait partie d'une délégation en compagnie de quelques ambassadeurs lacédémoniens auprès de Sitalcès, roi des Odryses, peuple thrace, afin de les rallier à la cause corinthienne et délivrer Potidée, toujours assiégée par les Athéniens depuis la fuite d'Aristéas. 
Le fils de Sitalcès, Sadocos, convaincu par les Athéniens, fit capturer Aristéas et les ambassadeurs, remit les prisonniers aux Athéniens, qui furent reconduits à Athènes. Là, les Athéniens craignant Aristéas après ses actions et ses échecs en Thrace et à Potidée, le mirent à mort le jour même sans procès.